# Àcid gàl·lic
L'àcid gàl·lic és un àcid orgànic també conegut com a àcid 3,4,5-trihidroxibenzoic, que es troba a les agalles de les fulles del te, en l'escorça del roure i altres plantes. La fórmula química és C₆H₂(OH)₃COOH. L'àcid gàl·lic es troba tant en forma lliure com formant part de tanins.

El nom se li va donar per la font més habitual d'on s'obté: les agalles o cecidis del roure (galle en francès). Les sals i els èsters derivats d'aquest àcid s'anomenen gal·lats.
En la indústria farmacèutica es fa servir com a patró per determinar el contingut en fenols de diversos anàlits mitjançant el reactiu de Folin-Ciocalteu; els resultants s'anoten com equivalents d'àcid gàl·lic. També es fa servir per a sintetitzar l'alcaloide al·lucinogen mescalina o 3,4,5-trimetoxifenetilamina.
L'àcid gàl·lic és una de les substàncies emprades per Angelo Mai per veure la part oculta d'un palimpsest.